# Automatische treinbeïnvloeding

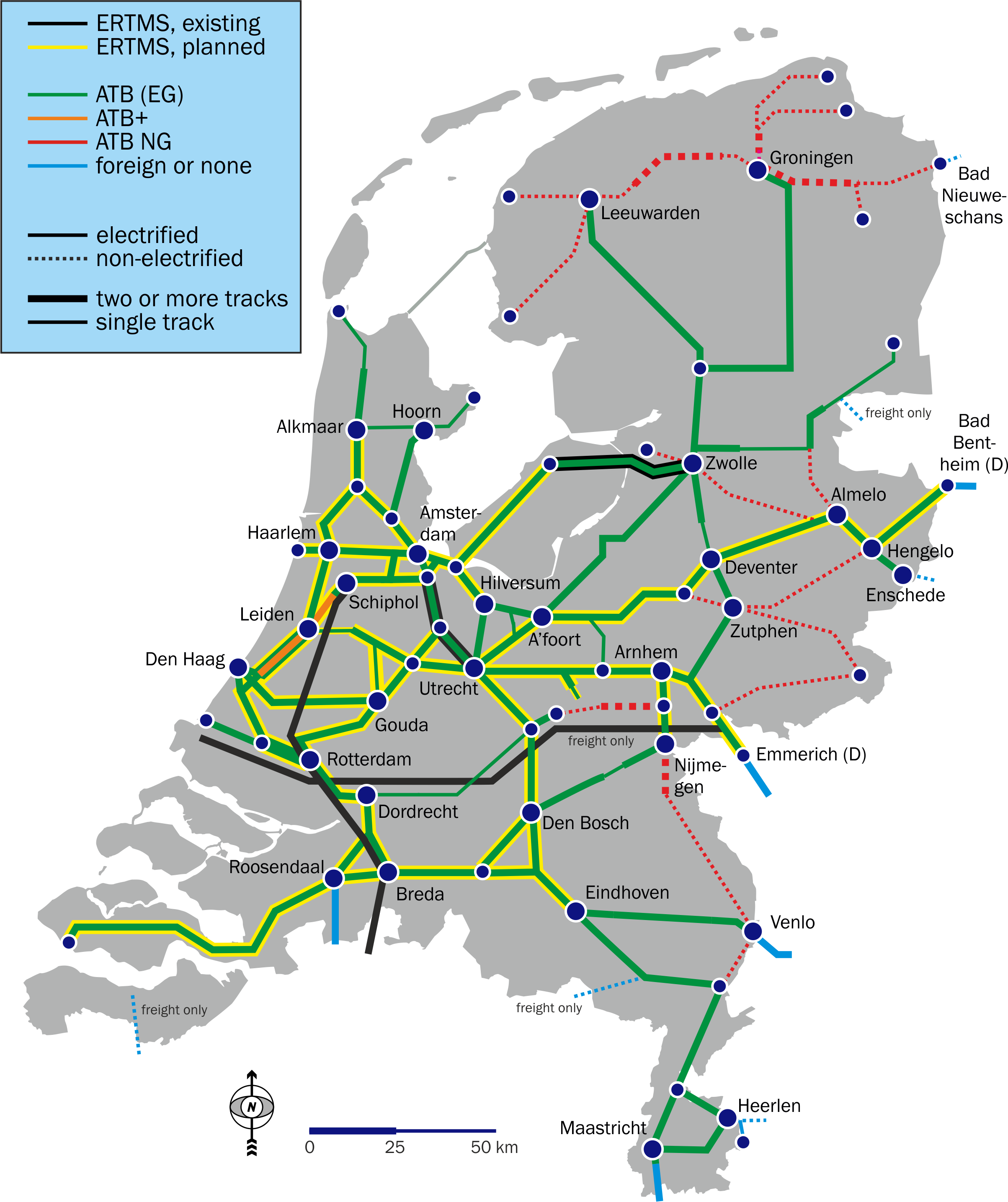
Kaart van treinbeïnvloedingssystemen in Nederland, inclusief geplande implementatie van ERTMS. 18 april 2014.

Automatische treinbeïnvloeding (ATB) is een familie van Nederlandse treinbeïnvloedingssystemen, die machinisten ondersteunen bij het waarnemen en opvolgen van spoorwegseinen. ATB waarschuwt de machinist als een spoorwegsein opdracht geeft snelheid te verminderen. Wanneer de machinist niet reageert remt het ATB-systeem automatisch.
Naast de in Nederland veelgebruikte systemen voor treinbeïnvloeding is er ook het Europese treinbeïnvloedingssysteem/verkeersbeheersingssysteem European Rail Traffic Management System (ERTMS). De ATB-systemen in Nederland worden in de toekomst vervangen door het ERTMS. De term 'ATB' wordt niet gebruikt voor het ERTMS.

## ATB-systemen
Op de Nederlandse spoorlijnen en spoorwegemplacementen zijn meerdere ATB-systemen in gebruik. De drie meest gebruikte ATB-systemen en het ERTMS zijn hieronder beschreven, gevolgd door een opsomming van de weinig gebruikte ATB-systemen.

### ATB Eerste Generatie
ATB eerste generatie (ATB-EG) kwam vanaf 1970 in bedrijf op de meeste geëlektrificeerde baanvakken. Het systeem kan vijf maximumsnelheden bewaken. Via gecodeerde spoorstroomlopen door de rails wordt aan railvoertuigen doorgegeven welke van die vijf moet worden bewaakt. De dodemansknop trad alleen in werking bij een snelheid boven 40 kilometer per uur.

### ATB Nieuwe Generatie
ATB nieuwe generatie (ATB-NG) kwam vanaf 1995 in bedrijf op de meeste niet geëlektrificeerde baanvakken, op de nevenlijnen. Het werkt op een andere wijze dan ATB-EG. ATB-NG is net als het ERTMS een systeem voor de begrenzing van de maximaal af te leggen afstand. Net als bij het ERTMS niveau 1 wordt via bakens in het spoor aan railvoertuigen doorgegeven hoe ver de trein nog mag rijden, met welke maximumsnelheid.

### ATB Verbeterde versie
ATB verbeterde versie (ATB-Vv) is een nieuwe, verbeterde versie van ATB EG. ATB-Vv heeft een aanvullende beveiliging voor het rijden met lage snelheden. ATB Verbeterde versie ATB-Vv kwam vanaf 2008 in bedrijf op stationsemplacementen en op plaatsen waar de kans op het passeren van stoptonende seinen relatief groot is. Het systeem geeft bij stoptonende seinen door dat de trein moet stoppen. Het signaal wordt doorgegeven via bakens die aan de buitenzijde van de rechter rail op vaste afstanden van een spoorwegsein zijn aangebracht. Het signaal wordt opgepikt via de rechter ATB-EG-opneemspoel, of ATB-EG-antenne.

### European Rail Traffic Management System
Het European Rail Traffic Management System ERTMS kwam vanaf 2007 en komt tot 2030 op een groot deel van de geëlektrificeerde baanvakken en stationsemplacementen in bedrijf en vervangt dan ATB-EG en ATB-Vv. Het is de nieuwe Europese standaard voor treinbeïnvloeding. Wanneer alle treinen zijn voorzien van het ERTMS maakt de ERTMS-cabineseingeving de vaste spoorwegseinen langs de baan overbodig. Het ERTMS is net als ATB-NG een systeem voor de begrenzing van de maximaal af te leggen afstand. Met welke maximumsnelheid en hoever een trein nog mag rijden wordt via bakens (balises) in het spoor of via GSM-Rail doorgegeven.

## Bijzondere ATB-systemen
Nederland kent daarnaast een aantal bijzondere ATB-systemen, in die zin dat ze weinig gebruikt worden of niet meer in gebruik zijn.
- ATB Eenvoudig, afgekort ATB-E, is de 'eenvoudige' variant van ATB-EG-treinapparatuur en is bedoeld voor spoorwegvoertuigen die relatief weinig kilometers rijden over beveiligde baanvakken, zoals museumtreinen en materieel van spoorwegbouwers.
- ATBL-NL. Dit is een variant van ATB-NG-treinapparatuur, dat in staat is ATBM+-signalen te verwerken.
- ATBM+. Dit is baanapparatuur waarin ATB-EG en ATB-NG worden gecombineerd om 160 km/u te kunnen rijden en is toegepast op de Schiphollijn. Alleen treinen met ATBL-NL met aangepaste software kunnen daarbij 160 km/u rijden, de snelheid van treinen met andere apparatuur blijft tot 140 km/u beperkt.
- ATB-plus-plus, afgekort ATB++, is een vroege ontwikkelversie van ATB-Vv en is niet meer in gebruik.
- Op de grensbaanvakken naar Enschede en Venlo is het van oorsprong Duitse systeem PZB in gebruik.
- Op de grensbaanvakken naar Roosendaal en Maastricht is het Belgische systeem krokodil in gebruik.

## Geschiedenis van ATB-systemen in Nederland
In de jaren vijftig van de 20e eeuw kwam de noodzaak naar voren om machinisten of treinbestuurders te ondersteunen bij het waarnemen van seinen en eventueel in te grijpen als niet zij correct op een sein reageerden. Het in de jaren twintig in Amerika ontwikkelde Pulse code cab signaling stond in de belangstelling. Een Amerikaanse producent van dit systeem is overgenomen door Alsthom, nu Alstom, een firma die ook spoorwegmaterieel aan de toenmalige Nederlandse Spoorwegen leverde. Het systeem zou in Nederland bekend worden als Automatische Treinbeïnvloeding. De invoering van ATB is versneld nadat op 8 januari 1962 de treinramp bij Harmelen plaatsvond.
In de jaren 90 van de 20e eeuw is een geheel nieuw ATB-systeem opgekomen, ATB Nieuwe Generatie. Het al bestaande ATB wordt vanaf die tijd ATB Eerste Generatie genoemd. De treinen die (deels) rijden op trajecten met ATB-NG moeten ook op trajecten met ATB-EG kunnen rijden. ATB-NG treinapparatuur functioneert daarom ook op trajecten die met ATB-EG zijn beveiligd. Omdat de beide ATB-systemen van dezelfde leverancier komen ontstonden er geen problemen over patentrechten. Een nieuwere versie van deze treinapparatuur wordt aangeduid met ATBL-NL. De technische ontwikkeling van ATB-NG werd begin van de 21e eeuw gestopt vanwege de opkomst van het ERTMS. Vanaf 2006 is op alle spoorlijnen waar de snelheid hoger is dan 40 km/u een ATB-systeem in gebruik.
In het vroege begin van de 21e eeuw werd toch nog een ander nieuw treinbeïnvloedingssysteem ingevoerd, ATB Verbeterde versie ATB-Vv. Dit systeem is voor snelheden van 40 km/u en minder bedoeld. ATB-EG werkt niet onder deze snelheid en in de jaren 00 van 21e eeuw vond men dat niet langer acceptabel. Alle treinapparatuur: ATB-EG, ATB-NG en ATBL-NL is aangepast om van ATB-Vv gebruik te kunnen maken.
Vanaf 2007 kwam op diverse spoorlijnen het European Rail Traffic Management System, afgekort ERTMS in gebruik.

## Vergelijking van ATB-EG, ATB-Vv, ATB-NG en het ERTMS
Hieronder een overzicht van de belangrijkste verschillen en overeenkomsten van de meestgebruikte ATB-systemen in Nederland.
| Kenmerk | ATB-EG | ATB-Vv | ATB-NG                                                                                     | ERTMS |
| --- | --- | --- | ------------------------------------------------------------------------------------------ | --- |
| Belangrijkste functies                                                                                            | Bewaakt maximumsnelheid | Beperkt stoptonendseinpassages                                                                                | Bewaakt maximumsnelheid; Bewaakt maximaal af te leggen afstand (remcurvebewaking)          | Bewaakt maximumsnelheid; Bewaakt maximaal af te leggen afstand (remcurvebewaking); Vervangt spoorwegseinen                                       |
| Bewaakte snelheden                                                                                                | 40, 60, 80, 130 en 140 km/u                                                                                                | - | 0 – 200 km/u in stappen van 10 km/u                                                        | 0 – 500 km/u in stappen van 5 km/u |
| Informatiestroom naar trein                                                                                       | Continu ofwel lijnvormig via gecodeerde spoorstroomloop                                                                    | Discontinu ofwel puntvormig via bakens aan buitenzijde rechter rail                                           | Discontinu ofwel puntvormig via bakens in het spoor                                        | Continu via radiotechniek (GSM-Rail) bij ERMTS niveau 2 en 3. Discontinu via bakens in het spoor ERTMS niveau 1.                                 |
| Aanvullende informatie voor machinist mogelijk?                                                                   | Nee | Nee | Beperkt                                                                                    | Ja |
| Voldoet aan Europese standaard                                                                                    | Als klasse-B-systeem, moet op termijn vervangen worden;                                                                    | Als uitbreiding van ATB-EG;                                                                                   | Als klasse-B-systeem, moet op termijn vervangen worden;                                    | Ja; |
| Voldoet aan Europese standaard                                                                                    | Er is één leverancier: Alstom.                                                                                             | Er is één leverancier: Alstom.                                                                                | Er is één leverancier: Alstom.                                                             | Er zijn meer leveranciers, producten van verschillende leveranciers werken samen.                                                                |
| Is er een 'vrijlaatsnelheid' waarmee de trein na het bereiken van het einde van de rijtoestemming kan doorrijden? | Ja; | Nee | Ja;                                                                                        | Alleen als de rijtoestemming een verlengde rijweg omvat en die verlengde rijweg vrij en vergrendeld is;                                          |
| Is er een 'vrijlaatsnelheid' waarmee de trein na het bereiken van het einde van de rijtoestemming kan doorrijden? | over onbeperkte afstand;                                                                                                   | | over onbeperkte afstand;                                                                   | tot het einde van de verlengde rijweg, de 'supervised location' (SvL)                                                                            |
| Is er een 'vrijlaatsnelheid' waarmee de trein na het bereiken van het einde van de rijtoestemming kan doorrijden? | met een maximum van 40 km/u                                                                                                | | met een maximum van 15 km/u of 30 km/u.                                                    | met maximaal de vrijlaatsnelheid, die een curve kent van 40 km/u of minder tot 0 km/u bij de SvL, zodanig dat de trein de SvL niet kan passeren. |
| Situaties waarin het systeem niet werkt                                                                           | Bij snelheden onder de vrijlaatsnelheid; als de trein remt, ook als de remming te zwak is om tijdig tot stilstand te komen | Bij snelheden boven 70 km/u; bij snelheden boven 40 km/u komt de trein mogelijk pas na het sein tot stilstand | Bij snelheden onder de vrijlaatsnelheid.                                                   | - |
| Gevolg van uitval van baanapparatuur (seinstoring)                                                                | Treinapparatuur legt na enkele seconden de laagste maximumsnelheid op (40 km/u)                                            | Treinapparatuur functioneert niet (voorkomt geen stoptonendseinpassages)                                      | Treinapparatuur laat trein doorrijden tot het einde van de laatst ontvangen rijtoestemming | Treinapparatuur dwingt na enkele seconden tot stoppen                                                                                            |

## Metro- en tramlijnen
RandstadRail maakt gebruik van ZUB 222c, ZUB is een afkorting van het Duitse ZUgBeeinflussung. In combinatie met ZUB komen lichtseinen naast de baan voor. Bij dit systeem wordt bij elke passage van een lichtsein nieuwe informatie uitgewisseld tussen het voertuig en het spoorbeveiligingsysteem.
De Rotterdamse metro maakt gebruik van het systeem LZB, afkorting van het Duitse Linienförmige ZugBeeinflussung, maar vaak wordt het ATB genoemd. Het systeem biedt behalve protectie ook cabinesignalering, buiten emplacementen zijn er dan ook geen (licht)seinen te vinden. LZB is, net als ATB-EG, een systeem waarbij continu een signaal via spoorstroomlopen wordt uitgezonden naar de voertuigen. Nieuwe metrovoertuigen zijn uitgerust met zowel LZB als ZUB 222c, zodat ze ook op trajecten van RandstadRail kunnen rijden.
De Haagse tram heeft in een deel van het trammaterieel en op enkele plaatsen in de infrastructuur het beïnvloedingssysteem AutomatischeRemIngreep ARI geïnstalleerd. Haagse trams die rijden op lijnen van RandstadRail zijn ook uitgerust met ZUB 222c.
De Amsterdamse metro maakt gebruik van CBTC.
Ook de Antwerpse premetro heeft een ATB-systeem.

## Voetnoten
1. ↑  Naast Alstom is ook Movares betrokken bij de levering van ATB-Vv.
ATB-Vv is aanvankelijk ontwikkeld door Lloyd's Register Rail Europe (voorheen Nedtrain Consulting).
2. ↑  Dit geldt voor het uitvallen van GSM-Rail, dus voor ERMTS niveau 2 en 3. Treinapparatuur van ERTMS niveau 1 laat de trein doorrijden tot het einde van de laatst ontvangen rijtoestemming.

## Verwijzingen
1. ↑  Ron Meerhof, Tien jaar na Harmelen zou alles veilig zijn . de Volkskrant (5 januari 2012). Geraadpleegd op 4 januari 2023. “Al tijdens de invoering bleek het systeem achterhaald. Onder de 40 kilometer per uur trad de dodemansknop niet in werking. Ook greep het systeem niet in als de machinist boven die snelheid al aan het remmen was, hoe licht ook. Het leidde ieder jaar tot gevaarlijke situaties.”
2. ↑  Brief van de minister van Verkeer en Waterstaat. Veiligheid van het railvervoer Stukken Tweedekamer, vergaderjaar 2008/09, nr. 29 893-81) (27 april 2009). Gearchiveerd op 3 december 2020.
3. ↑  Officiële opening Betuweroute. Treinreiziger.nl (16 juni 2007). Gearchiveerd op 4 maart 2016.
4. ↑  Staatssecretaris van Infrastructuur en Milieu, Voorkeursbeslissing ERTMS (European Rail Traffic Management System) en Railmap 3.0/Nota Alternatieven (11 april 2014). Gearchiveerd op 23 februari 2015.
5. ↑  (en) Institut für Software, Elektronik, Bahntechnik (ISEB) (1996). Evaluation of the New Generation ATP System "If a train has to stop at a red signal and thus the new received speed is 0, the train usually comes to a stop already in a distance before the signal. This is due to the tolerances of distance calculation and safety reasons. As the train is only allowed to run at a low release speed (15 or 30 km/h) up to the location of the balise in front of the signal (...)"
6. ↑  Tramseinen Premetro Antwerpen. The Signal Page. Gearchiveerd op 8 mei 2021.